# Elise Mertens
Elise Mertens (* 17. November 1995 in Löwen) ist eine belgische Tennisspielerin.

## Karriere
Mertens, die im Alter von vier Jahren mit dem Tennisspielen begann, feierte als Juniorin vor allem im Doppel Erfolge. Insgesamt errang sie auf der Juniorentour 13 Doppeltitel, ihren größten davon 2013 beim renommierten Nachwuchsturnier Abierto Juvenil Mexicano an der Seite von Karin Kennel durch den sie bis auf Platz sieben in der Junioren-Tennisweltrangliste stieg. Bereits im Jahr zuvor debütierte sie auf der ITF Women’s World Tennis Tour und gewann 2013 ihre ersten vier Profititel. Ihre Juniorenlaufbahn beendete sie bei den US Open mit dem Erreichen des Halbfinals im Doppelwettbewerbs zusammen mit İpek Soylu.
2014 konnte Mertens in El Paso ihren ersten Titel bei einem ITF-Turnier der $25.000-Kategorie gewinnen, auf den 2015 ein weiterer in Santa Margherita di Pula folgte. Im selben Jahr trat sie beim Rasenturnier in ’s-Hertogenbosch erstmals in der Qualifikation eines WTA-Turniers an, schied jedoch in der ersten Runde aus. In Wimbledon startete Mertens anschließend, ebenfalls in der Qualifikation, erstmals bei einem Grand-Slam-Turnier und kam dort bis in die Schlussrunde. Auf Hartplatz gewann sie im Anschluss in Victoria bei einem ITF-Turnier der $50.000-Kategorie ihren bis dahin größten Titel. Zum Auftakt des Jahres 2016 gelang Mertens an der Seite ihrer Landsfrau An-Sophie Mestach beim Doppelwettbewerb von Auckland der erste Titelgewinn auf der WTA Tour. In ’s-Hertogenbosch konnte sie sich erstmals im Einzel für ein WTA-Hauptfeld qualifizieren und rückte nach einem Erstrundensieg über Eugenie Bouchard bis ins Viertelfinale vor, in dem sie Kristina Mladenovic unterlag. Bei den US Open gab sie daraufhin nach überstandener Qualifikation ihren Einstand in der Hauptrunde eines Grand-Slam-Turniers, scheiterte aber zum Auftakt an Garbiñe Muguruza, bevor sie in Atlanta ihren zweiten ITF-Titel der $50.000-Kategorie gewinnen konnte.
Anfang 2017 machte Mertens erstmals international auf sich aufmerksam, als sie in Hobart aus der Qualifikation kommend nach einem Finalerfolg gegen Monica Niculescu ihren ersten Einzeltitel auf der WTA Tour feiern konnte und über die gesamte Dauer des Turniers ohne Satzverlust blieb. Durch den Erfolg zog sie erstmals in die Top 100 der Tennisweltrangliste ein. In Istanbul erreichte sie anschließend auf Sandplatz ihr zweites Einzelfinale, in dem sie sich aber der Topgesetzten Elina Switolina geschlagen geben musste. Bei den French Open stieß sie dann zum ersten Mal in die dritte Runde eines Grand-Slam-Turniers vor und erzielte im Anschluss in Båstad und New Haven, wo sie Dominika Cibulková unterlag, jeweils das Halbfinale. Gegen Saisonende errang sie in Guangzhou gemeinsam mit Demi Schuurs, mit der sie fortan ein erfolgreiches Duo bildete, ihren zweiten WTA-Titel im Doppel und beendete das Jahr nach einem weiteren Einzelhalbfinale in Luxemburg unter den besten 50 im Ranking.
Zu Beginn der Saison 2018 verteidigte Mertens durch einen Finalsieg über Mihaela Buzărnescu als erste Spielerin in der Geschichte des Turniers ihren Titel von Hobart. Außerdem gewann sie mit Demi Schuurs zusammen auch die Doppelkonkurrenz. Der endgültige Durchbruch gelang ihr dann bei ihrer erstmaligen Teilnahme im Hauptfeld der Australian Open, bei der sie nach einem Erfolg im Viertelfinale über Elina Switolina bis ins Halbfinale vorstieß, in dem sie erst von der späteren Siegerin Caroline Wozniacki geschlagen wurde. Auf Sandplatz errang Mertens danach in Lugano, wo sie im Finale des Einzelwettkampfs Aryna Sabalenka besiegte, ihren dritten WTA-Titel im Einzel sowie zusammen mit Kirsten Flipkens ihren vierten Turniersieg im Doppel. Auf diesen folgte in Rabat nach einem Endspielerfolg über Ajla Tomljanović ihr vierter WTA-Triumph im Einzel. Bei den French Open erreichte sie zum Abschluss der Sandplatzsaison erstmals das Achtelfinale und schied gegen Simona Halep aus. Auf Rasen konnten Mertens und Schuur in ’s-Hertogenbosch ihren dritten Titelerfolg feiern. Im Anschluss zog sie bei mehreren großen Turnieren auf amerikanischem Hartplatz in die späteren Runden ein. So stand sie zunächst im Halbfinale von San José, in dem sie der späteren Siegerin Mihaela Buzărnescu unterlag, erreichte beim Rogers Cup in Montreal sowie in Cincinnati, wo sie im Achtelfinale gegen Sloane Stephens ihren dritten Sieg gegen eine Top-10-Spielerin verbuchen konnte, jeweils das Viertelfinale und bei den US Open erstmals die vierte Runde; dort scheiterte sie diesmal an Stephens. In Wuhan triumphierte Mertens abermals mit Schuurs zusammen erstmals bei einem WTA-Turnier der Premier 5-Kategorie, nachdem sie sich in Cincinnati noch im Endspiel Lucie Hradecká und Jekaterina Makarowa geschlagen geben mussten. Im Endspiel setzten sie sich gegen Andrea Sestini Hlaváčková und Barbora Strýcová durch. Gemeinsam mit Schuurs qualifizierte sie sich daraufhin erstmals für die WTA Championships 2018 in Singapur, wo die beiden im Viertelfinale gegen Ashleigh Barty und Coco Vandeweghe in zwei Sätzen ausschieden. Daneben durfte sie erstmals bei der WTA Elite Trophy 2018 in Zhuhai an den Start gehen. Nach einem Sieg über Anett Kontaveit und einer Niederlage gegen Julia Görges scheiterte sie dort aber schon in der Gruppenphase. Dennoch erreichte sie zum Jahresende mit Platz zwölf ihre bisher höchste Weltranglistenposition.
Anfang 2019 gewann Mertens beim Premier-Turnier in Doha ihren bis dahin größten Einzeltitel. Dabei schlug sie mit Kiki Bertens, Angelique Kerber und Simona Halep im Finale drei Spielerinnen aus den Top 10 in Folge. Außerdem tat sie sich zu Beginn des Jahres mit Aryna Sabalenka zusammen und triumphierte an ihrer Seite bei den aufeinanderfolgenden Premier Mandatory-Turnieren in Indian Wells und Miami. Im Einzel erreichte sie bei den Grand-Slam-Turnieren von Wimbledon Championships 2019/Dameneinzel das Achtelfinale, das sie gegen Barbora Strýcová verlor sowie bei den US Open ihr erstes Viertelfinale, in dem sie sich der späteren Siegerin Bianca Andreescu geschlagen geben musste. Den größten Erfolg ihrer Karriere landete Mertens dort jedoch mit dem Gewinn ihres ersten Grand-Slam-Titels in der Doppelkonkurrenz nach einem Sieg im Endspiel gegen Wiktoryja Asaranka und Ashleigh Barty. Da die beiden davor auch bei den French Open schon das Halbfinale erzielt haben, kletterte Mertens im Anschluss bis auf Platz zwei der WTA-Doppelweltrangliste. Durch eine weitere Halbfinalteilnahme in Osaka, wo sie Naomi Ōsaka unterlag, gelang Mertens auch 2019 die Qualifikation für die WTA Elite Trophy. Nach einem Sieg über Maria Sakkari und einer Niederlage gegen ihre Doppelpartnerin Sabalenka, schied sie aber wie im Jahr zuvor bereits in der Vorrunde aus. Mit Sabalenka zusammen nahm sie zum zweiten Mal in Serie an der Doppelentscheidung der WTA Championships in Shenzhen teil. Dort kamen die beiden trotz eines Sieges gegen Chan Hao-ching und Latisha Chan aufgrund zweier verlorener Partien gegen Tímea Babos und Kristina Mladenovic sowie Anna-Lena Grönefeld und Demi Schuurs nicht über die Gruppenphase hinaus. Im Einzel schloss Mertens die Saison auf Platz 17 und damit das zweite Jahr in Folge in den Top 20 der Welt ab.
Bei den Australian Open 2020 rückte Mertens zum Saisonbeginn ins Achtelfinale vor, in dem sie Simona Halep unterlag.
2017 gab Mertens beim 3:1-Viertelfinalsieg gegen Rumänien ihren Einstand für die belgische Fed-Cup-Mannschaft. Seitdem hat sie für ihr Land 20 Begegnungen bestritten, von denen sie dreizehn gewinnen konnte (Einzelbilanz 9:5).
In der deutschen Bundesliga spielte Mertens von 2013 bis 2016 für den TC Moers 08 und 2017 für den Club an der Alster.
Im Mai 2021 wurde Mertens Führende der Doppel-Weltrangliste.

## Turniersiege

### Einzel
| Nr. | Datum              | Turnier                  | Kategorie         | Belag             | Finalgegnerin             | Ergebnis       |
| --- | ------------------ | ------------------------ | ----------------- | ----------------- | ------------------------- | -------------- |
| 1.  | 21. April 2013     | Scharm asch-Schaich      | ITF $10.000       | Hartplatz         | Arabela Fernández Rabener | 6:4, 6:3       |
| 2.  | 20. Oktober 2013   | Scharm asch-Schaich      | ITF $10.000       | Hartplatz         | Klaartje Liebens          | 2:6, 6:2, 6:4  |
| 3.  | 27. Oktober 2013   | Scharm asch-Schaich      | ITF $10.000       | Hartplatz         | Klaartje Liebens          | 6:70, 6:1, 6:3 |
| 4.  | 28. Dezember 2013  | Istanbul                 | ITF $10.000       | Hartplatz (Halle) | Karen Barbat              | 7:5, 4:6, 6:4  |
| 5.  | 23. März 2014      | Ponta Delgada            | ITF $10.000       | Hartplatz         | Barbara Luz               | 6:2, 6:4       |
| 6.  | 8. Juni 2014       | El Paso                  | ITF $25.000       | Hartplatz         | Ashley Weinhold           | 6:1, 3:6, 6:4  |
| 7.  | 28. Juni 2014      | Bangkok                  | ITF $10.000       | Hartplatz         | Lee Pei-chi               | 6:3, 6:2       |
| 8.  | 5. Juli 2014       | Bangkok                  | ITF $10.000       | Hartplatz         | Nungnadda Wannasuk        | 6:1, 6:1       |
| 9.  | 3. Mai 2015        | Santa Margherita di Pula | ITF $25.000       | Sand              | Yvonne Cavalle-Reimers    | 7:66, 6:4      |
| 10. | 3. Oktober 2015    | Victoria                 | ITF $50.000       | Hartplatz         | Amandine Hesse            | 6:4, 6:3       |
| 11. | 18. September 2016 | Atlanta                  | ITF $50.000       | Hartplatz         | Melanie Oudin             | 6:4, 6:2       |
| 12. | 14. Januar 2017    | Hobart (1)               | WTA International | Hartplatz         | Monica Niculescu          | 6:3, 6:1       |
| 13. | 13. Januar 2018    | Hobart (2)               | WTA International | Hartplatz         | Mihaela Buzărnescu        | 6:1, 4:6, 6:2  |
| 14. | 15. April 2018     | Lugano                   | WTA International | Sand              | Aryna Sabalenka           | 7:5, 6:2       |
| 15. | 5. Mai 2018        | Rabat                    | WTA International | Sand              | Ajla Tomljanović          | 6:2, 7:64      |
| 16. | 16. Februar 2019   | Doha                     | WTA Premier       | Hartplatz         | Simona Halep              | 3:6, 6:4, 6:3  |
| 17. | 7. Februar 2021    | Melbourne                | WTA 500           | Hartplatz         | Kaia Kanepi               | 6:4, 6:1       |
| 18. | 9. Oktober 2022    | Monastir                 | WTA 250           | Hartplatz         | Alizé Cornet              | 6:2, 6:0       |
| 19. | 22. Oktober 2023   | Monastir                 | WTA 250           | Hartplatz         | Jasmine Paolini           | 6:3, 6:0       |
| 20. | 2. Februar 2025    | Singapur                 | WTA 250           | Hartplatz (Halle) | Ann Li                    | 6:1, 6:4       |
| 21. | 15. Juni 2025      | ’s-Hertogenbosch         | WTA 250           | Rasen             | Elena-Gabriela Ruse       | 6:3. 7:64      |

### Doppel
| Nr. | Datum              | Turnier              | Kategorie              | Belag             | Partnerin             | Finalgegnerinnen                           | Ergebnis           |
| --- | ------------------ | -------------------- | ---------------------- | ----------------- | --------------------- | ------------------------------------------ | ------------------ |
| 1.  | 6. April 2013      | Scharm asch-Schaich  | ITF $10.000            | Hartplatz         | Justine De Sutter     | Alina Mitschejewa Jillian O’Neill          | 6:1, 6:4           |
| 2.  | 26. Oktober 2013   | Scharm asch-Schaich  | ITF $10.000            | Hartplatz         | Sandra Zaniewska      | Walerija Strachowa Karina Venditti         | 6:4, 6:75, [12:10] |
| 3.  | 27. Dezember 2013  | Istanbul             | ITF $10.000            | Hartplatz (Halle) | İpek Soylu            | Yuuki Tanaka Jekaterina Jaschina           | 6:0, 7:63          |
| 4.  | 22. März 2014      | Ponta Delgada        | ITF $10.000            | Hartplatz         | Swjatlana Piraschenka | Teresa Malikowa Pernilla Mendesová         | 6:1, 6:2           |
| 5.  | 15. August 2014    | Westende Middelkerke | ITF $25.000            | Hartplatz         | Ysaline Bonaventure   | Marina Melnikowa Jewgenija Rodina          | 6:2, 6:2           |
| 6.  | 22. August 2014    | Wanfercee-Baulet     | ITF $15.000            | Sand              | Demi Schuurs          | Tatiana Búa Daniela Seguel                 | 6:2, 6:3           |
| 7.  | 1. November 2014   | Scharm asch-Schaich  | ITF $25.000            | Hartplatz         | Alice Matteucci       | Ioana Loredana Roșca Julia Terziyska       | 6:71, 7:64, [10:6] |
| 8.  | 3. Juli 2015       | Denain               | ITF $25.000            | Sand              | İpek Soylu            | Xenia Knoll Florencia Molinero             | 7:63, 6:3          |
| 9.  | 7. August 2015     | Koksijde             | ITF $25.000            | Sand              | Demi Schuurs          | Justyna Jegiołka Sherazad Reix             | 6:3, 6:2           |
| 10. | 26. September 2015 | Monterrey            | ITF $50.000            | Hartplatz         | Ysaline Bonaventure   | Marina Melnikova Mandy Minella             | 6:4, 3:6, [11:9]   |
| 11. | 3. Oktober 2015    | Victoria             | ITF $50.000            | Hartplatz         | Ysaline Bonaventure   | María Irigoyen Barbora Krejčíková          | 6:4, 4:6, [10:6]   |
| 12. | 9. Januar 2016     | Auckland             | WTA International      | Hartplatz         | An-Sophie Mestach     | Danka Kovinić Barbora Strýcová             | 2:6, 6:3, [10:5]   |
| 13. | 29. Januar 2016    | Andrézieux-Bouthéon  | ITF $50.000            | Hartplatz (Halle) | An-Sophie Mestach     | Viktorija Golubic Xenia Knoll              | 6:4, 3:6, [10:7]   |
| 14. | 29. Oktober 2016   | Tampico              | ITF $50.000            | Hartplatz         | Mihaela Buzărnescu    | Usue Maitane Arconada Katie Swan           | 6:0, 6:2           |
| 15. | 20. November 2016  | Limoges              | WTA Challenger         | Hartplatz (Halle) | Mandy Minella         | Anna Smith Renata Voráčová                 | 6:4, 6:4           |
| 16. | 23. September 2017 | Guangzhou            | WTA International      | Hartplatz         | Demi Schuurs          | Monique Adamczak Storm Sanders             | 6:2, 6:3           |
| 17. | 13. Januar 2018    | Hobart               | WTA International      | Hartplatz         | Demi Schuurs          | Ljudmyla Kitschenok Makoto Ninomiya        | 6:2, 6:2           |
| 18. | 15. April 2018     | Lugano               | WTA International      | Sand              | Kirsten Flipkens      | Wera Lapko Aryna Sabalenka                 | 6:1, 6:3           |
| 19. | 16. Juni 2018      | ’s-Hertogenbosch     | WTA International      | Rasen             | Demi Schuurs          | Kiki Bertens Kirsten Flipkens              | 3:3 Aufgabe        |
| 20. | 29. September 2018 | Wuhan                | WTA Premier 5          | Hartplatz         | Demi Schuurs          | Andrea Sestini Hlaváčková Barbora Strýcová | 6:3, 6:3           |
| 21. | 16. März 2019      | Indian Wells         | WTA Premier Mandatory  | Hartplatz         | Aryna Sabalenka       | Barbora Krejčíková Kateřina Siniaková      | 6:3, 6:2           |
| 22. | 30. März 2019      | Miami                | WTA Premier Mandatory  | Hartplatz         | Aryna Sabalenka       | Samantha Stosur Zhang Shuai                | 7:67, 6:2          |
| 23. | 8. September 2019  | US Open              | Grand Slam             | Hartplatz         | Aryna Sabalenka       | Ashleigh Barty Wiktoryja Asaranka          | 7:5, 7:5           |
| 24. | 25. Oktober 2020   | Ostrava              | WTA Premier            | Hartplatz (Halle) | Aryna Sabalenka       | Gabriela Dabrowski Luisa Stefani           | 6:1, 6:3           |
| 25. | 19. Februar 2021   | Australian Open      | Grand Slam             | Hartplatz         | Aryna Sabalenka       | Barbora Krejčíková Kateřina Siniaková      | 6:2, 6:3           |
| 26. | 25. April 2021     | Istanbul             | WTA 250                | Sand              | Weronika Kudermetowa  | Makoto Ninomiya Nao Hibino                 | 6:1, 6:1           |
| 27. | 10. Juli 2021      | Wimbledon            | Grand Slam             | Rasen             | Hsieh Su-wei          | Weronika Kudermetowa Jelena Wesnina        | 3:6, 7:5, 9:7      |
| 28. | 16. Oktober 2021   | Indian Wells         | WTA 1000               | Hartplatz         | Hsieh Su-wei          | Weronika Kudermetowa Jelena Rybakina       | 7:61, 6:3          |
| 29. | 19. Februar 2022   | Dubai                | WTA 500                | Hartplatz         | Weronika Kudermetowa  | Ljudmyla Kitschenok Jeļena Ostapenko       | 6:1, 6:3           |
| 30. | 7. November 2022   | Fort Worth           | WTA Tour Championships | Hartplatz (Halle) | Weronika Kudermetowa  | Barbora Krejčíková Kateřina Siniaková      | 6:2, 4:6, [11:9]   |
| 31. | 20. Mai 2023       | Rom                  | WTA 1000               | Sand              | Storm Hunter          | Cori Gauff Jessica Pegula                  | 6:4, 6:4           |
| 32. | 23. September 2023 | Guadalajara          | WTA 1000               | Hartplatz         | Storm Hunter          | Gabriela Dabrowski Erin Routliffe          | 3:6, 6:2, [10:4]   |
| 33. | 28. Januar 2024    | Australian Open      | Grand Slam             | Hartplatz         | Hsieh Su-wei          | Ljudmyla Kitschenok Jeļena Ostapenko       | 6:1, 7:5           |
| 34. | 16. März 2024      | Indian Wells         | WTA 1000               | Hartplatz         | Hsieh Su-wei          | Storm Hunter Kateřina Siniaková            | 6:3, 6:4           |
| 35. | 23. Juni 2024      | Birmingham           | WTA 250                | Rasen             | Hsieh Su-wei          | Miyu Katō Zhang Shuai                      | 6:1, 6:3           |
| 36. | 13. Juli 2025      | Wimbledon            | Grand Slam             | Rasen             | Weronika Kudermetowa  | Hsieh Su-wei Jeļena Ostapenko              | 3:6, 6:2, 6:4      |

## Karrierestatistik und Turnierbilanz

### Einzel
Die letzte Aktualisierung erfolgte nach dem WTA-Turnier in Bad Homburg 2024.
| Turnier                   | 2015             | 2016             | 2017              | 2018              | 2019              | 2020              | 2021              | 2022              | 2023              | 2024      | 2025      | T / T      | S/N        | Sieg%      |
| ------------------------- | ---------------- | ---------------- | ----------------- | ----------------- | ----------------- | ----------------- | ----------------- | ----------------- | ----------------- | --------- | --------- | ---------- | ---------- | ---------- |
| Australian Open           | –                | Q2               | –                 | HF                | 3                 | AF                | AF                | AF                | 3                 | 2         | 2         | 0 / 8      | 20:8       | 71 %       |
| French Open               | –                | Q3               | 3                 | AF                | 3                 | 3                 | 3                 | AF                | AF                | 3         | 1         | 0 / 9      | 18:9       | 67 %       |
| Wimbledon                 | Q3               | Q2               | 1                 | 3                 | AF                | n. a.             | 3                 | AF                | 2                 | 2         | AF        | 0 / 8      | 15:8       | 65 %       |
| US Open                   | Q1               | 1                | 1                 | AF                | VF                | VF                | AF                | 1                 | 3                 | AF        |           | 0 / 9      | 19:9       | 68 %       |
| Doha                      | a. K.            | –                | a. K.             | 2                 | a. K.             | 2                 | a. K.             | AF                | a. K.             | 2         | AF        | 0 / 5      | 7:5        | 58 %       |
| Dubai                     | –                | a. K.            | 2                 | a. K.             | 1                 | a. K.             | HF                | a. K.             | –                 | 1         | 2         | 0 / 5      | 6:5        | 55 %       |
| Indian Wells              | –                | –                | Q1                | 2                 | 3                 | n. a.             | 2                 | AF                | 1                 | AF        | 3         | 0 / 7      | 6:7        | 46 %       |
| Miami                     | –                | –                | Q1                | AF                | 3                 | n. a.             | AF                | 2                 | AF                | 2         | 3         | 0 / 7      | 8:7        | 53 %       |
| Madrid                    | –                | –                | –                 | 2                 | 1                 | n. a.             | VF                | –                 | AF                | 2         | 3         | 0 / 6      | 7:6        | 54 %       |
| Rom                       | –                | –                | –                 | –                 | 1                 | VF                | 1                 | –                 | 2                 | 3         | AF        | 0 / 6      | 6:6        | 50 %       |
| Kanada                    | –                | –                | –                 | VF                | 2                 | n. a.             | 1                 | 2                 | 1                 | AF        | 2         | 0 / 7      | 7:7        | 50 %       |
| Cincinnati                | –                | –                | Q1                | VF                | 2                 | HF                | 2                 | AF                | 2                 | 1         | 3         | 0 / 8      | 13:8       | 62 %       |
| Guadalajara               | n. a. bzw. a. K. | n. a. bzw. a. K. | n. a. bzw. a. K.  | n. a. bzw. a. K.  | n. a. bzw. a. K.  | n. a. bzw. a. K.  | n. a. bzw. a. K.  | 2                 | 2                 | a. K.     | a. K.     | 0 / 2      | 2:2        | 50 %       |
| Peking                    | –                | –                | 2                 | 1                 | 2                 | nicht ausgetragen | nicht ausgetragen | nicht ausgetragen | 1                 | 3         |           | 0 / 5      | 3:5        | 38 %       |
| Wuhan                     | –                | –                | 2                 | 1                 | 2                 | nicht ausgetragen | nicht ausgetragen | nicht ausgetragen | nicht ausgetragen | 1         |           | 0 / 4      | 2:4        | 33 %       |
| Olympische Spiele         | n. a.            | –                | nicht ausgetragen | nicht ausgetragen | nicht ausgetragen | nicht ausgetragen | 1                 | n. a.             | n. a.             | –         | n. a.     | 0 / 1      | 0:1        | 0 %        |
| Billie Jean King Cup      | –                | –                | PO                | PO                | PO                | RR                | RR                | RR                | –                 | –         |           | 0 / 5      | 7:5        | 58 %       |
| Statistik                 | Statistik        | Statistik        | Statistik         | Statistik         | Statistik         | Statistik         | Statistik         | Statistik         | Statistik         | Statistik | Statistik | S/N        | S/N        | Sieg%      |
| Gewonnene Titel           | 2                | 1                | 1                 | 3                 | 1                 | 0                 | 1                 | 1                 | 1                 | 0         | 2         | Gesamt: 13 | Gesamt: 13 | Gesamt: 13 |
| Gesamt-Siege/-Niederlagen | 41:25            | 44:28            | 43:25             | 46:21             | 35:27             | 34:13             | 33:20             | 30:23             | 29:21             | 27:25     | 26:12     | 388:240    | 388:240    | 62 %       |
| Jahresendposition         | 157              | 120              | 35                | 13                | 17                | 20                | 21                | 29                | 29                | 34        |           | N/A        | N/A        | N/A        |

Zeichenerklärung: S = Turniersieg; F, HF, VF, AF = Einzug ins Finale / Halbfinale / Viertelfinale / Achtelfinale; 1, 2, 3 = Ausscheiden in der 1. / 2. / 3. Hauptrunde; KF (kleines Finale) = unterlegen im Spiel um Platz drei; RR = Round Robin (Gruppenphase); n. a. = nicht ausgetragen; a. K. = andere Kategorie; PO (Play-off) = Auf- und Abstiegsrunde im Billie Jean King Cup; K1, K2, K3 = Teilnahme in der Kontinentalgruppe I, II, III im Billie Jean King Cup.
Anmerkung: Diese Statistik berücksichtigt alle Ergebnisse im Einzel bei ITF- und WTA-Turnieren. Als Quelle dient die ITF- und WTA-Seite der Spielerin. Dargestellt sind nur WTA-Turniere der Kategorie Tier I (bis 2008), die WTA-Turniere der Kategorien Premier Mandatory und Premier 5 (2009–2020) bzw. die WTA-Turniere der Kategorie 1000 (seit 2021).

### Doppel
Die Tabelle listet die Ergebnisse der Grand-Slam-Turniere, der Tour Championships, der Olympischen Spiele, des Fed Cups bzw Billie Jean King Cups und der Turniere folgender Kategorien auf: 1990–2008: Tier I, 2009–2020: Premier Mandatory und Premier 5, ab 2021: WTA 1000.
| Turnier              | 2016 | 2017 | 2018 | 2019 | 2020 | 2021 | 2022 | 2023 | 2024 | 2025 | Karriere |
| -------------------- | ---- | ---- | ---- | ---- | ---- | ---- | ---- | ---- | ---- | ---- | -------- |
| Australian Open      | —    | 2    | 1    | AF   | VF   | S    | HF   | VF   | S    | 2    | 2 × S    |
| French Open          | —    | 1    | 1    | HF   | 2    | AF   | AF   | AF   | 2    | VF   | 1 × HF   |
| Wimbledon            | 2    | AF   | AF   | VF   |      | S    | F    | F    | HF   | S    | 2 × S    |
| US Open              | —    | 2    | VF   | S    | VF   | VF   | 2    | 1    | 1    |      | 1 × S    |
| WTA Finals           | —    | —    | VF   | RR   |      | F    | S    | HF   | RR   |      | 1 × S    |
| Doha                 | —    |      | AF   |      | VF   |      | F    |      | VF   | VF   | 1 × F    |
| Dubai                |      | 1    |      | —    |      | AF   |      | —    | AF   | 1    | 2 × AF   |
| Indian Wells         | —    | —    | AF   | S    |      | S    | 1    | VF   | S    | 1    | 3 × S    |
| Miami                | —    | —    | HF   | S    |      | 1    | F    | VF   | VF   | VF   | 1 × S    |
| Rom                  | —    | —    | —    | AF   | —    | AF   | —    | S    | VF   | F    | 1 × S    |
| Madrid               | —    | —    | 1    | AF   |      | AF   | —    | AF   | HF   | F    | 1 × F    |
| Cincinnati           | —    | 1    | F    | AF   | VF   | AF   | HF   | HF   | AF   | AF   | 1 × F    |
| Kanada               | —    | —    | —    | —    |      | VF   | AF   | HF   | AF   | AF   | 1 × HF   |
| Wuhan                | —    | 1    | S    | F    |      |      |      |      | AF   |      | 1 × S    |
| Peking               | —    | AF   | HF   | AF   |      |      |      | AF   | 1    |      | 1 × HF   |
| Guadalajara          |      |      |      |      |      |      | VF   | S    |      |      | 1 × S    |
| Olympische Spiele    | —    |      |      |      | 1    |      |      |      | —    |      | 1 × 1R   |
| Billie Jean King Cup | —    | PO   | 1    | 1    | RR   | RR   | RR   |      |      |      | 2 × RR   |

Zeichenerklärung: S = Turniersieg; F, HF, VF, AF = Einzug ins Finale, Halb-, Viertel-, Achtelfinale; 1, 2, 3 = Ausscheiden in der 1., 2., 3. Haupt- / Finalrunde; Q1, Q2, Q3 = Ausscheiden in der 1., 2. 3. Qualifikationsrunde; KF (kleines Finale) = unterlegen im Spiel um Platz drei; RR = Round Robin (Gruppenphase); nicht ausgetragen oder andere Kategorie; PO (Playoff), P2 = Auf-/Abstiegsrunde zur Weltgruppe I/II im Fed Cup; W2, K1, K2, K3 = Teilnahme in der Weltgruppe II, Kontinentalgruppe I, II, III im Fed Cup.

## Auszeichnungen
- WTA Doppel-Team des Jahres – 2023[2]